# Ricardo Jorge (futebolista)
Ricardo Jorge Ferreira dos Santos (Santa Cruz do Bispo, 1 de Setembro de 1984) é um futebolista português, que joga actualmente no Gondomar Sport Clube.